# The Besnard Lakes
The Besnard Lakes est un groupe de rock canadien, originaire de Montréal, au Québec. La formation est dirigée par le chanteur Jace Lasek et son épouse, Olga Goreas. Les autres membres du groupe sont Kevin Laing, Richard White, Robbie MacArthur et Sheenah Ko.
Le groupe, dont les compositions souvent atmosphériques sont influencées à la fois par le shoegazing et par le rock de Brian Wilson et des Beach Boys, a un nom qui s'inspire du lac Besnard situé au centre du Saskatchewan.

## Biographie

### Débuts
Jace Lasek, originaire de Saskatchewan, rencontre sa compagne Olga Goreas, originaire de Colombie-Britannique, à l'Université d'art et design Emily Carr à Vancouver. Olga Goreas a déjà participé à plusieurs formations musicales,. En 2000, le couple s'installe à Montréal, où la vie est moins chère et la scène rock active,,.
Le couple vit d'abord dans le Mile-End avec leur ami Dave Smith. Ils se font expulser et s'installent rue de la Gauchetière où ils travaillent sur leur premier album, Volume 1. Celui-ci est publié en 2003.
En 2004, le groupe obtient une brève mention dans un article du mensuel musical Spin consacré à la scène musicale montréalaise. Il s'entoure progressivement de nouveaux collaborateurs, le batteur Kevin Laing (en 2005), le guitariste Steve Raegele et sa compagne claviériste Nicole Lizée, et Jeremiah Bullied,.
Qualifié de « dark horse » (littéralement, « cheval sombre ») de la scène locale par les organisateurs du festival Pop Montréal, le groupe intitule justement son second disque, The Besnard Lakes Are the Dark Horse. L'album, paru le 20 février 2007, est enregistré avec la collaboration de membres de Stars, The Dears, Godspeed You! Black Emperor et Silver Mt. Zion. Il est nommé dans les mois suivants pour la seconde édition du Prix Polaris, qui récompensa un artiste canadien d'une bourse de 20 000 dollars dans d'une cérémonie qui est tenue le 24 septembre 2007.¸
Le groupe écrit la bande son du film Sympathy for Delicious, du réalisateur et acteur Mark Ruffalo. Ils écrivent aussi la bande son du documentaire web Welcome to Pine Point de la National Film Board of Canada. La collaboration se fait lorsque Lasek rencontre le créateur du site web Mike Simons, un vieil ami de lycée. La bande son comprend une réédition du morceau We're Here For a Good Time (Not a Long Time) de Trooper. Le groupe publie la bande son de Welcome to Pine Point sous format EP vinyle intitulé You Lived in the City. L'album comprend aussi une version inédite du film Memories Corner, intitulée The Corner.
Le troisième album studio, The Besnard Lakes Are The Roaring Night, paru sur Jagjaguwar le 9 mars 2010. L'album est sur la liste des finalistes du Prix Polaris pour l'édition de 2010.

### Until in Excess, Imperceptible UFO(2013–2014)
Un nouvel album studio, Until in Excess, Imperceptible UFO, est publié en avril 2013.
En juin, l'album est listé pour le Prix Polar Music. En 2014, le guitariste Richard White se retire lui-même de la tournée à suivre. Un message du groupe sur son site web explique qu'« après sept ans, notre bien aimé guitariste Richard White a décidé de ne plus participer aux tournées. Il participera toujours aux albums. Mais malheureusement, il ne viendra plus sur scène avec nous. On veut profiter de cette occasion pour remercier Richard du plus profond de notre cœur pour toutes ces années passées avec nous. » Après le départ de White, le guitariste Robbie MacArthur se joint au groupe, aux côtés du claviériste Sheenah Ko.

### A Coliseum Complex Museum(2015–2018)
Après avoir terminé la tournée Until in Excess, Imperceptible UFO, Ko et MacArthur rejoignent le groupe à plein temps. Le sextuor enregistre un cinquième album, A Coliseum Complex Museum. Sa sortie est précédée par celle d'un EP, intitulé Golden Lion à la fin 2015.
Après cet album, la formation traverse un moment de doute et se sépare de son label américain,.

### The Besnard Lakes Are The Last of the Great Thunderstorm Warning (2019–)
En 2019, le groupe travaille sur son nouvel album. The Besnard Lakes reviennent en 2020 avec un nouveau label. Ils publient le single Raindrops, qui fait référence à la mort de Mark Hollis. Leur sixième album The Besnard Lakes Are The Last Of The Great Thunderstorm Warnings, qui sort le 29 janvier 2021, est considéré comme leur œuvre la plus ambitieuse et le signe d'une renaissance après deux albums moins réussis,.

## Membres
- Jace Lacek - voix, guitare, orgue
- Olga Goreas - voix, basse
- Kevin Laing - percussions
- Nicole Lizée - saxophone, flûte, instruments à cordes
- Steve Raegele - guitare, voix

## Discographie
- 2003 : Volume 1
- 2007 : The Besnard Lakes Are the Dark Horse (Jagjaguwar)
- 2010 : The Besnard Lakes Are the Roaring Night (Jagjaguwar)
- 2013 : Until in Excess, Imperceptible UFO
- 2016 : A Coliseum Complex Museum (Jagjaguwar)
- 2021 : The Besnard Lakes Are The Last of the Great Thunderstorm Warning (Full Time Hobby/PIAS)